# Mnesiloba intentata
Mnesiloba intentata là một loài bướm đêm thuộc họ Geometridae. Chúng thường được tìm thấy ở Borneo, Java, bán đảo Mã Lai, Luzon và New Guinea.